# Damian Halata
Damian Halata (Świętochłowice, 8 agosto 1962) è un allenatore di calcio ed ex calciatore tedesco orientale dal 1990 tedesco, di ruolo centrocampista.

## Statistiche

### Cronologia presenze e reti in nazionale
| Cronologia completa delle presenze e delle reti in nazionale ― Germania Est | Cronologia completa delle presenze e delle reti in nazionale ― Germania Est | Cronologia completa delle presenze e delle reti in nazionale ― Germania Est | Cronologia completa delle presenze e delle reti in nazionale ― Germania Est | Cronologia completa delle presenze e delle reti in nazionale ― Germania Est | Cronologia completa delle presenze e delle reti in nazionale ― Germania Est | Cronologia completa delle presenze e delle reti in nazionale ― Germania Est | Cronologia completa delle presenze e delle reti in nazionale ― Germania Est |
| Data                                                                        | Città                                                                       | In casa                                                                     | Risultato                                                                   | Ospiti                                                                      | Competizione                                                                | Reti                                                                        | Note                                                                        |
| --------------------------------------------------------------------------- | --------------------------------------------------------------------------- | --------------------------------------------------------------------------- | --------------------------------------------------------------------------- | --------------------------------------------------------------------------- | --------------------------------------------------------------------------- | --------------------------------------------------------------------------- | --------------------------------------------------------------------------- |
| 12/09/1984                                                                  | Zwickau                                                                     | Germania Est                                                                | 1 – 0                                                                       | Grecia                                                                      | Amichevole                                                                  | -                                                                           | 86’                                                                         |
| 08/04/1986                                                                  | Goiânia                                                                     | Brasile                                                                     | 3 – 0                                                                       | Germania Est                                                                | Amichevole                                                                  | -                                                                           | 65’                                                                         |
| 08/03/1989                                                                  | Atene                                                                       | Grecia                                                                      | 3 – 2                                                                       | Germania Est                                                                | Amichevole                                                                  | 1                                                                           | 66’                                                                         |
| 22/03/1989                                                                  | Dresda                                                                      | Germania Est                                                                | 1 – 1                                                                       | Finlandia                                                                   | Amichevole                                                                  | -                                                                           | 75’                                                                         |
| Totale                                                                      |                                                                             | Presenze                                                                    | 4                                                                           |                                                                             | Reti                                                                        | 1                                                                           |                                                                             |

## Palmarès

### Giocatore

#### Competizioni nazionali
- Coppa della Germania Est: 1

Magdeburgo: 1982-1983